# サイフ・アル＝アデル
サイフ・アル＝アデル（英:Saif al-Adel、アラビア語: سيف العدل）は、エジプト国籍の爆発物専門家で、アルカーイダの最高幹部の1人。2011年5月にアルカーイダの創始者ウサーマ・ビン・ラーディンが死亡した後、2011年6月16日にアイマン・ザワーヒリーが正式な後継者となるまでのしばらくの期間、暫定的にアルカーイダの最高指導者の地位に就いていたとされる。

## 経歴
サイフは1960年にエジプトに生まれた（1963年説もある）。1998年にケニアとタンザニアで同時に発生したアメリカ大使館爆破事件の首謀者の1人として訴追されている。
エジプト・イスラム・ジハード団（EIJ）とアルカーイダにおいて軍事・諜報部門の専門家としてアフガニスタン、パキスタン、スーダン、ソマリアで活動した。ソマリアではラス・カンボニに訓練キャンプを設立、1993年のモガディシュの戦闘ではサイフの指導を受けたイスラム民兵がアメリカ軍との戦闘に参加している。1981年のエジプトのアンワル・アッ＝サーダート大統領暗殺の黒幕とされる。1988年にはエジプトを離れ、アフガニスタン紛争にムジャーヒディーンとして参加した。またレバノンにも入り、サウジアラビアやクウェート、レバノンで活動するイスラム武装組織「ヒズボッラー・アル＝ヒジャーズ」を指導した。ハルツームでは民兵をリクルートし、爆弾のスペシャリストを養成した。サイフはアルカーイダの顧問・ムスタファー・ハーミド（Mustafa Hamid）の娘と結婚し、5人の子供がいる。
サイフはサイイド・アル＝マスリーやマフフーズ・ワラド・アル＝ワリード（Mahfouz Ould al-Walid）らと共に2001年のアメリカ同時多発テロ事件には反対したと言われる。当時、サイフはカーブルにおり、11月にはターリバーン政権よりウサーマ・ビン＝ラーディン、アイマン・ザワーヒリー、ムハンマド・アーティフらと共にアフガニスタンの市民権を与えられた。その後、アーティフが死亡するとサイフが後任に就いた。アメリカ軍のカンダハール空爆時にはサイフの健在が確認されている。サイフはその後、アフガニスタンからイランへと逃れ、テヘラン近郊で拘束されていると報じられた。2010年末にサイフはパキスタンの連邦直轄部族地域の北ワジリスタン周辺に移動したと報じられている。2001年以降、サイフはFBIの最重要指名テロリストにリストアップされ500万ドルの報奨金が賭けられている。
アルカーイダはイスラム原理主義かつ反欧米の組織であると同時にスンニ派の過激派であるため、一般的にシーア派イスラム主義国家のイランとも敵対関係にある（シーア派の影響力の強いイラクやパキスタンにおいて、シーア派コミュニティは外国人や地元当局と同じくアルカーイダのテロの標的となっている）が、サイフは例外的にイランとのコネクションを有していると指摘されている。
2012年2月29日「エジプト当局に帰国し出頭する旨の連絡をし、カイロの空港へ到着したところを拘束された」との報道があったが、後に「逮捕された男はサイフ・アル＝アデル本人ではない」とエジプト内務省が明らかにした